# Gamasomorpha platensis
Gamasomorpha platensis là một loài nhện trong họ Oonopidae.
Loài này thuộc chi Gamasomorpha. Gamasomorpha platensis được miêu tả năm 1954 bởi Birabén.